# Jean van Veen
Jean van Veen de Brabant (1354), seigneur de Hoeilaert, est un enfant naturel de Jean III de Brabant. Il épouse  Isabeau van Veen.  Il est inhumé à l'Abbaye de Villers.

## Armes
De sable, au lion d'or, armé et lampassé de gueules (Brabant), à la cotice d'argent, chargée de trois anneaux de gueules.